# Помски
По́мски (англ. pomsky) — «дизайнерская порода» собак, помесь кобеля померанского шпица с сукой сибирского хаски.
Дизайнерский гибрид вывели в 2013 году в США, с намерением получить собаку, похожую на немецкого шпица, с окрасом хаски и голубыми глазами. Рост 30-40 см.
В 2019 году была организована Ассоциация Помски России на базе РОО Независимая Кинологическая Лига, задачей которой стало поддержание селекции и желание добиться признания помски самостоятельной породой с собственным стандартом. Первичное признание в России порода получила в 2019 году в РОО НКЛ, и в 2020 году была зарегистрирована породная группа Помски и Российский Клуб Помски с официально утвержденным стандартом в  International Kennel Union-СКОР. Порода не признана кинологическими организациями РКФ и FCI.